# Hibana bicolor
Hibana bicolor är en spindelart som först beskrevs av Banks 1909.  Hibana bicolor ingår i släktet Hibana och familjen spökspindlar. Inga underarter finns listade i Catalogue of Life.